# Blueberry, l'expérience secrète
Cet article possède un paronyme, voir Blueberry (homonymie).
Pour plus de détails, voir Fiche technique et Distribution.
Blueberry, l'expérience secrète est un western psychédélique franco-britanniquo-mexicain réalisé par Jan Kounen et sorti en 2004. Il s'agit d'une adaptation libre de la bande dessinée de western Blueberry créée par Jean-Michel Charlier et Jean Giraud.
Le film reçoit des critiques globalement négatives à sa sortie et est un échec commercial.

## Synopsis
Après avoir passé son adolescence parmi les Indiens Chiricahuas, Mike Blueberry est devenu le marshall d'une petite ville située non loin des terres sacrées amérindiennes. Il tente d'empêcher des chasseurs de trésor de s'aventurer sur ces territoires interdits.

## Fiche technique
Sauf indication contraire, les informations mentionnées dans cette section peuvent être confirmées par les bases de données cinématographiques IMDb et Allociné,  présentes dans la section « Liens externes ».
- Titre original : Blueberry, l'expérience secrète
- Réalisation : Jan Kounen
- Scénario : Matthieu Le Naour, Alexandre Coquelle (crédités tous deux sous le nom de Matt Alexander), Gérard Brach, Louis Mellis, Jan Kounen, Cassidy Pope et Carlo De Boutiny, d'après la série de bandes dessinées Blueberry de Jean Giraud et Jean-Michel Charlier
- Musique : Jean-Jacques Hertz et François Roy
- Photographie : Tetsuo Nagata
- Costumes : Chattoune
- Production : Thomas Langmann
- Sociétés de production :
- Distribution :
- Pays de production :  France,  Mexique et  Royaume-Uni
- Langue de tournage : anglais
- Genre : aventures, western psychédélique et fantastique
- Durée : 124 minutes
- Date de sortie :
  - France : 11 février 2004

## Distribution
- Vincent Cassel (VF : lui-même) : Mike S. Blueberry
- Juliette Lewis (VF : Marie-Eugénie Maréchal) : Maria Sullivan
- Michael Madsen (VF : Jacques Frantz) : Wallace Sebastian Blount
- Ernest Borgnine (VF : Henry Djanik) : Rolling Star
- Temuera Morrison : Runi
- Djimon Hounsou : Woodhead
- Geoffrey Lewis : Greg Sullivan
- Nichole Hiltz : Lola
- Eddie Izzard (VF : Tanguy Goasdoué) : Prosit
- Kateri Walker : Kateri
- Vahina Giocante : Madeleine
- Tchéky Karyo (VF : lui-même) : l'oncle
- Hugh O'Conor : Mike S. Blueberry, jeune
- Colm Meaney : Jimmy McClure
- Antonio Monroy : Julio
- Jan Kounen : Billy
- Juan Manuel Bernal (es) : Jeremy
- Kestenbetsa : Kheetseen
- François Levantal : Pete, le barman
- William Lightning : Runi jeune
- Val Avery : le juge
- Leticia Gutiérrez : la mère de Runi
- Dominique Bettenfeld : l'homme édenté
- Pascal Demolon : le dentiste

## Production

### Genèse et développement
Le film est une adaptation de la bande dessinée de western Blueberry créée par Jean-Michel Charlier et Jean Giraud. Il s'inspire particulièrement des tomes 11 et 12, La Mine de l'Allemand perdu et Le Spectre aux balles d'or. Un précédent projet d'adaptation avait un temps été envisagé par Jean Giraud qui souhaitait Walter Hill à la réalisation.
Après son premier long métrage Dobermann (1997), le réalisateur Jan Kounen souhaite « faire un film sur le thème de l'expérience mystique. Mon idée n'était pas de créer une histoire totalement originale, mais de trouver un sujet existant autour de cette dimension. La structure initiale du film, je l'ai d'abord élaboré à partir du personnage de Fantômas : dans mon esprit, ce devait être un film de science-fiction. » Il ne parvient pas développer son projet mais reste fasciné par le chamanisme : « C'est le chamanisme qui m'a alors le plus intéressé. Probablement parce qu'il correspondait aussi, assez fortement, à ma façon de filmer : je suis plutôt un cinéaste un peu baroque, pas vraiment un contemplatif... Avec le chamanisme, j'avais donc le sentiment de tenir un point de départ solide, il me restait à faire le lien avec une histoire, de préférence déjà existante. Et là, j'ai immédiatement pensée à la bande-dessinée Blueberry. » Pour parfaire son scénario, Jan Kounen a voyagé au Pérou et au Mexique à la rencontre de chamans.

### Attribution des rôles
Alors que Willem Dafoe, Hugh Jackman et surtout Val Kilmer seront envisagés, c'est finalement Vincent Cassel — présent dans Dobermann (1997) — qui est choisi pour le rôle-titre, alors que Jan Kounen voulait initialement le confier le rôle de Prosit. Pour se préparer au mieux, l'acteur a lu les ouvrages de Carlos Castaneda, apprendre la langue des Tepehuanes et s'entraîner à monter à cheval.
Milla Jovovich a été envisagée pour incarner Maria Sullivan. Prise par d'autres projets, le rôle revient à Juliette Lewis. Michael Madsen, qui avait affirmé au réalisateur qu'il voulait incarner Mike Blueberry, obtient quant à lui le rôle de Wallace Sebastian Blount,.

### Tournage
Le tournage a lieu dans différents états du Mexique (Chihuahua, Zacatecas, Coahuila, Durango), ainsi qu'en Espagne (désert de Tabernas dans la province d'Almería). Certains décors sont recréés dans les studios d'Arpajon dans l'Essonne.

## Sortie et accueil

### Promotion
Pour promouvoir de manière originale le film, Vincent Cassel et Jan Kounen ont enregistré une vidéo en la faisant passer pour le film sur des sites de téléchargement illégal peer to peer comme Kazaa ou eMule. Cette vidéo au format DivX montrait le début du film, soudain interrompu par une vidéo du réalisateur et de son acteur invitant les personnes à aller voir le film de manière légale au cinéma. Des images exclusives du tournage commentées sont également présentées,.

### Critique
Le film a globalement été mal accueilli par la critique. Sur le site d'agrégation de critiques Rotten Tomatoes, il n'obtient que 22% d'avis favorables, pour 9 critiques et une note moyenne de 3,9⁄10. En France, le site Allociné propose une note moyenne de 3⁄5 basée sur 23 titres de presse.

### Box-office
Le film ne rencontre pas le succès au cinéma. Il n'attire que 765 897 spectateurs dans les salles françaises

## Différences avec la bande dessinée originale
Le cinéaste s'est octroyé de grandes libertés par rapport à la bande dessinée, en ne gardant qu'une très faible portion de la trame de ces récits, en modifiant la biographie du personnage-titre (qui devient un cadien de Louisiane, justifiant ainsi l'emploi d'un acteur français) – biographie pourtant très précisément décrite dans Ballade pour un cercueil – et en y ajoutant des thématiques personnelles telles que le chamanisme et les drogues hallucinogènes, alors qu'aucun des albums de Blueberry ne montre le personnage  dans une de ces situations.
Jean Giraud a toujours apporté son soutien au projet de Jan Kounen et apparaît même en caméo dans le film. Giraud : « Ce que j'aime dans le travail effectué par Jan Kounen, c'est l'esprit dans lequel il a envisagé l'adaptation. Il s'est senti libre de s'emparer du récit pour en faire quelque chose qui lui tient vraiment à cœur. Tout en étant très amoureux et respectueux de l'œuvre originale, il ne s'est pas laissé emprisonner par elle ». Les héritiers de Jean-Michel Charlier n'ont pas été du même avis puisqu'ils ont demandé aux producteurs de retirer le nom de Charlier du générique.